# 스므리티
스므리티(산스크리트어: स्मृति Smṛti, IPA: [s̪mr̩.t̪i], 영어: Smriti)는 주로 힌두교의 특정 경전군을 지칭하는데 사용되는 낱말로, 문자 그대로의 의미는 "기억된 것"이다. 스므리티의 의미는 크게 두 가지인데 하나는 전통(傳統 · Tradition)의 의미이고 다른 하나는 성전(聖傳 · Traditional sacred texts)의 의미이다. 주로 후자의 성전(聖傳)의 뜻으로 주로 사용되나, 힌두교 문헌들을 보면 전자의 의미가 아니면 뜻이 통하지 않는 경우가 있다.
전자의 전통(傳統)의 의미에서 스므리티는 주로 힌두 관습법, 그 중에서도 특히 성문화된 것을 의미하고, 후자의 성전(聖傳)의 의미에서는 힌두교의 경전 중 신으로부터 직접 알려져서 성립된 문헌을 뜻하는 슈루티(Śruti)에 속하지 않은 경전들을 총칭한다. 이 경우 보통 스므리티는 슈루티에 비해 권위에 있어서 이차적 · 보조적 역할을 하는 것으로 여겨진다. 성전(聖傳)으로서의 스므리티는 베다 시대 이후인 기원전 500년경에 성립되었다.

## 성전으로서의 스므리티
성전(聖傳)으로서의 스므리티에는 크게 다음과 같은 것들이 있다.
- 수트라(Sūtras)
- 이티하사(Itihāsas)
- 다르마 샤스트라(Dharmaśāstra)
- 푸라나(Purāṇas)
- 우파베다(Upaveda)
- 아가마(Āgama)

### 수트라
수트라(Sūtras)에는 크게 베단가(Vedāṅga)의 수트라와 육파 철학(Six Āstika)의 수트라가 있다.
베단가는 베다 문헌에 기반한 종교적 실천에 따른 발음 · 운율 · 문법 · 어원 · 천문 · 제식수행을 다루는 6종의 보조학으로, 이들에 대해 다루는 수트라가 있다.
각 육파 철학에는 자신들의 철학과 체계를 보여주는 수트라가 있다. 육파 철학의 수트라는 거의 정전(正典)적인 권위를 가지는 문헌으로 베단타 학파의 《브라흐마 수트라》(베단타 수트라라고도 한다) · 요가 학파의 《요가 수트라》 등이 이에 속한다. 육파 철학의 수트라는 명상 상태("사마디")에서 신으로부터 계시받은 것을 기록한 것이 아니라 힌두교의 현자가 자신의 종교적 · 철학적 · 실천적 경험과 견해를 기록한 것이므로 분류상으로는 스므리티에 속하지만, 영적 수행과 공부의 실제적인 지침이 되므로 슈루티에 준하는 정전(正典)적인 권위를 가진다고 보아 베다 문헌에 속한다.

### 이티하사
이티하사(Itihāsas)는 《라마야나》와 《마하바라타》("바가바드기타"를 포함)를 비롯한 인도 서사시를 가리킨다.

### 다르마 샤스트라
다르마 샤스트라(Dharmaśāstra)는 사회적 · 도덕적 · 경제적 규범을 다루는 법전으로 대표적인 것은 《마누 법전》이다.

### 푸라나
푸라나(Purāṇas)는 일반인들을 위해 종교적 가르침을 쉽게 만든 것이다. 주요한 것으로는 18종이 있으며, 우주론 · 신화 · 전설 · 지리 · 영웅 · 현자 · 반인반신에 대한 이야기로 구성되어 있다.

### 우파베다
우파베다(Upaveda)는 "응용 지식"이라는 의미로 의학("아유르베다") · 음악 · 춤 · 궁술 · 군사학 · 건축 · 기술 등 전문 분야를 다룬다. 특히, 의학에 해당하는 아유르베다는 인도의 신비적 철학과 실천 중의 하나로도 널리 알려져 있다.

### 아가마
아가마(Āgama)는 종교적 신앙을 실천 및 수행하는 것에 대한 전승된 가르침 또는 체계를 기록한 문헌으로, 다음 네 부분으로 구성되어 있다.
1. 철학적 · 영적 지식
2. 요가 수행
3. 사원과 신상(神像) 건축에 대한 규범
4. 종교적 의식 · 제례 · 축제에 대한 규범

## 같이 보기
- 힌두교의 경전
- 슈루티
- 스마르타파
- 푸라나
- 마음챙김 - 스므리티를 서양에서 수용해 발전시킨 명상법

## 참고 문헌
- Apte, Vaman Shivram (1965). 《The Practical Sanskrit Dictionary》 (영어) 4 revis & enlarg판. Delhi: Motilal Banarsidass. ISBN 81-208-0567-4..
- Bernard, Theos (1947). 《Hindu Philosophy》 (영어). New York: Philosophical Library..
- Jho, Chakradhar (1987). 《History and Sources of Law in Ancient India》 (영어). Ashish Publishing House..
- (영어) Jones, Constance A. and Ryan, James D., Melton, J. Gordon (ed.), (2007). "Introduction", 《Encyclopedia of Hinduism》, pp. xviii-xix. Facts On File, Inc., ISBN 0-8160-5458-4.
- (영어) "Hinduism" (2009). 《Encyclopædia Britannica》. Encyclopædia Britannica 2009 Student and Home Edition. Chicago: Encyclopædia Britannica.
- Palmer, Martin (ed.) (2004). 《World Religions》 (영어). London: HarperCollins Publishers..